# Стропо
Стропо (итал. Stroppo) је насеље у Италији у округу Кунео, региону Пијемонт.
Према процени из 2011. у насељу је живело 108 становника. Насеље се налази на надморској висини од 1100 м.

## Становништво
Према резултатима пописа становништва 2011. у општини је живело 107 становника.
| 1931. | 1936. | 1951. | 1961. | 1971. | 1981. | 1991. | 2001. | 2011. |
| ----- | ----- | ----- | ----- | ----- | ----- | ----- | ----- | ----- |
| 982   | 755   | 635   | 462   | 262   | 186   | 124   | 108   | 107   |